# 科隆日-贝勒里沃
科隆日-贝勒里沃（法語：Collonge-Bellerive，法語發音：[kɔlɔ̃ʒ bɛlʁiv]）是瑞士日内瓦州的一个市镇，位于日内瓦市区东北方，莱芒湖左岸。
截至2009年底，科隆日-贝勒里夫共有居民7578人。

## 外部連結
- （法文）科隆日-贝勒里夫官方网站 （页面存档备份，存于）